# Ergonomia

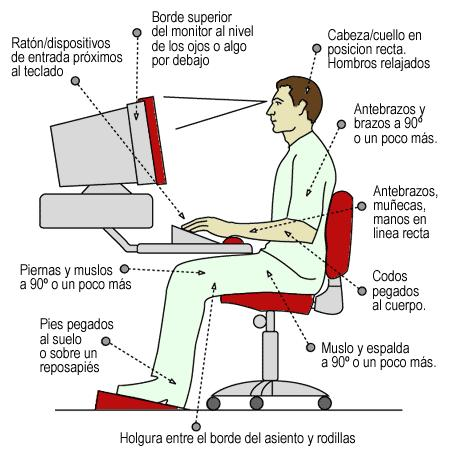
ergonomia d'una cadira

L'ergonomia és l'aplicació d'informació científica sobre els humans al disseny d'objectes, sistemes i entorns per a ús humà. Popularment es coneix l'ergonomia com la forma en què les empreses dissenyen tasques i àrees de treball per a maximitzar l'eficiència i la qualitat del treball dels seus empleats. Tot i això, l'ergonomia està present a qualsevol cosa que implica a gent. Els sistemes de treball, esports i lleure o salut i seguretat, són àrees en què s'haurien d'aplicar els principis de l'ergonomia si es dissenyen bé.
Les investigacions en ergonomia es fan principalment per ergonomistes que estudien les capacitats humanes en relació amb les demandes del seu treball. La informació derivada dels ergonomistes contribueix al disseny i l'avaluació de tasques, treballs, productes, entorns i sistemes per a fer-los compatibles amb les necessitats, capacitats i limitacions de la gent (IEA, 2000). Un exemple de l'ergonomia són les cadires especialitzades.